# 클로디아 카번
클로디아 카번(Claudia Karvan, 1972년 5월 19일 ~ )은 오스트레일리아의 배우이다.

## 출연 작품
- 인피델 (2019)
- 더 브로큰 쇼어 (2013)
- 더 다크사이드 (2013)
- 봄의 멜로디 (2011)
- Saved (2009)
- 데이브레이커스 (2009)
- Long Weekend (2008)
- $9.99 (2008)
- 아쿠아마린 (2006)
- 스타워즈 에피소드 3 - 시스의 복수 (2005)
- 러브 마이 웨이 (2004)
- 리스크 (2000)
- 스트레인지 플래닛 (1999)
- 패션 (1999)
- Never Tell Me Never (1998)
- 두 여자와 아기 (1998)
- 데이팅 디 에너미 (1996)
- 내츄럴 저스티스 (1995)
- 브로큰 하이웨이 (1993)
- 터치 미 (1993)
- 노스트라다무스의 연인 (1993)
- 과외 수업 (1993)
- 더 빅 스틸 (1990)
- 하이 타이드 (1988)
- 라스트 지고로 (1987)
- 고잉 다운 (1983)

### 텔레비전
- 파스케이프 (2000)